# شری هیدلی
شری هیدلی (انگلیسی: Shari Headley؛ زادهٔ ۱۵ ژوئیهٔ ۱۹۶۴) یک هنرپیشه اهل ایالات متحده آمریکا است.
از فیلم‌ها یا برنامه‌های تلویزیونی که وی در آن نقش داشته است می‌توان به سفر به آمریکا، سفر به آمریکا ۲ و لچک به سر اشاره کرد.